# لوكا سيكاريلي (لاعب كرة قدم)
لوكا سيكاريلي (بالإيطالية: Luca Ceccarelli)‏ هو لاعب كرة قدم إيطالي في مركز الدفاع، ولد في 24 مارس 1983 في تشيزينا في إيطاليا. لعب مع اتحاد بافيا لكرة القدم ودينامو بوخارست ونادي بادوفا ونادي بولونيا ونادي تشيزينا ونادي ساليرنيتانا ونادي لنيانو.

## وصلات خارجية
- لوكا سيكاريلي (لاعب كرة قدم) على موقع قاعدة بيانات كرة القدم.إي يو (الإنجليزية)
- لوكا سيكاريلي (لاعب كرة قدم) على موقع Soccerway.com (الإنجليزية)
- لوكا سيكاريلي (لاعب كرة قدم) على موقع عالم كرة القدم.نت (الإنجليزية)
- لوكا سيكاريلي (لاعب كرة قدم) على موقع AS.com (الإسبانية)